# Долішнє Белево
Долішнє Бе́лево (болг. Долно Белево) — село в Хасковській області Болгарії. Входить до складу общини Димитровград.

## Населення
За даними перепису населення 2011 року у селі проживали 272 особи, з них 218 осіб (99,5%) — болгари.
Розподіл населення за віком у 2011 році:
Динаміка населення: